# 木茎香草
木茎香草（学名：Lysimachia navillei）为报春花科珍珠菜属的植物，为中国的特有植物。分布在中国大陆的贵州、广西等地，生长于海拔1,000米至1,400米的地区，常生长在山地林下，目前尚未由人工引种栽培。

## 异名
- Lysimachia navillei (Levl.) Hand.-Mazz. var. hainanensis Chen et C. M. Hu